# Zahořany (Králův Dvůr)
Zahořany (soms ter onderscheiding van plaatsen met dezelfde naam: Zahořany u Berouna, Duits: Sahorschan) is een klein dorp, kadastrale gemeente en stadsdeel in de Tsjechische stad Králův Dvůr. Prosatín telt 774 inwoners (2021).

## Geschiedenis
- 1429 – De eerste schriftelijke vermelding van Zahořany.
- 1980 – Zahořany wordt als Beroun-Zahořany geannexeerd door de stad Beroun.
- 1990 – Zahořany wordt opnieuw een zelfstandige gemeente.
- 2003 – Zahořany wordt geannexeerd door de stad Králův Dvůr.[2]